# Marolambo (district)
Marolambo is een district van Madagaskar in de regio Atsinanana. Het district telde in 2011 141.708 inwoners) en heeft een oppervlakte van 3.531 km², verdeeld over 12 gemeentes. De hoofdplaats is Marolambo.

## Demografie
| Jaar | Inwoneraantal |
| ---- | ------------- |
| 1993 | 92.165        |
| 2000 | 116.370       |
| 2005 | 136.759       |
| 2007 | 145.934       |
| 2011 | 141.708       |